# Avenida Marginal (Dili)
Die Avenida Marginal ist die zentrale Hauptstraße der osttimoresischen Landeshauptstadt Dili, mit einer Länge von etwa zwei Kilometern. Sie folgt dem Ufer der Bucht von Dili.

## Historische Namen

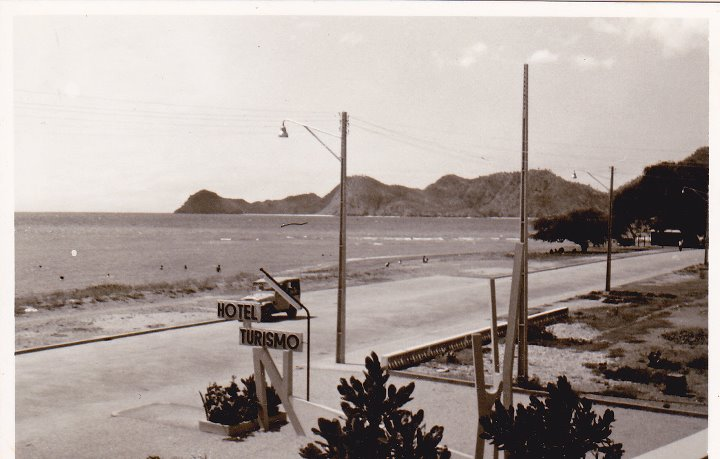
Die Avenida Governador Alves Aldeia am Hotel Turismo (1970)

In der portugiesischen Kolonialzeit trug sie den Namen Avenida Governador Alves Aldeia, nach Fernando Alves Aldeia, dem letzten Gouverneur Portugiesisch-Timors der Diktatur des Estado Novo. Bis 2015 trug die Straße den Namen Avenida dos Direitos Humanos (deutsch Straße der Menschenrechte).

## Verlauf

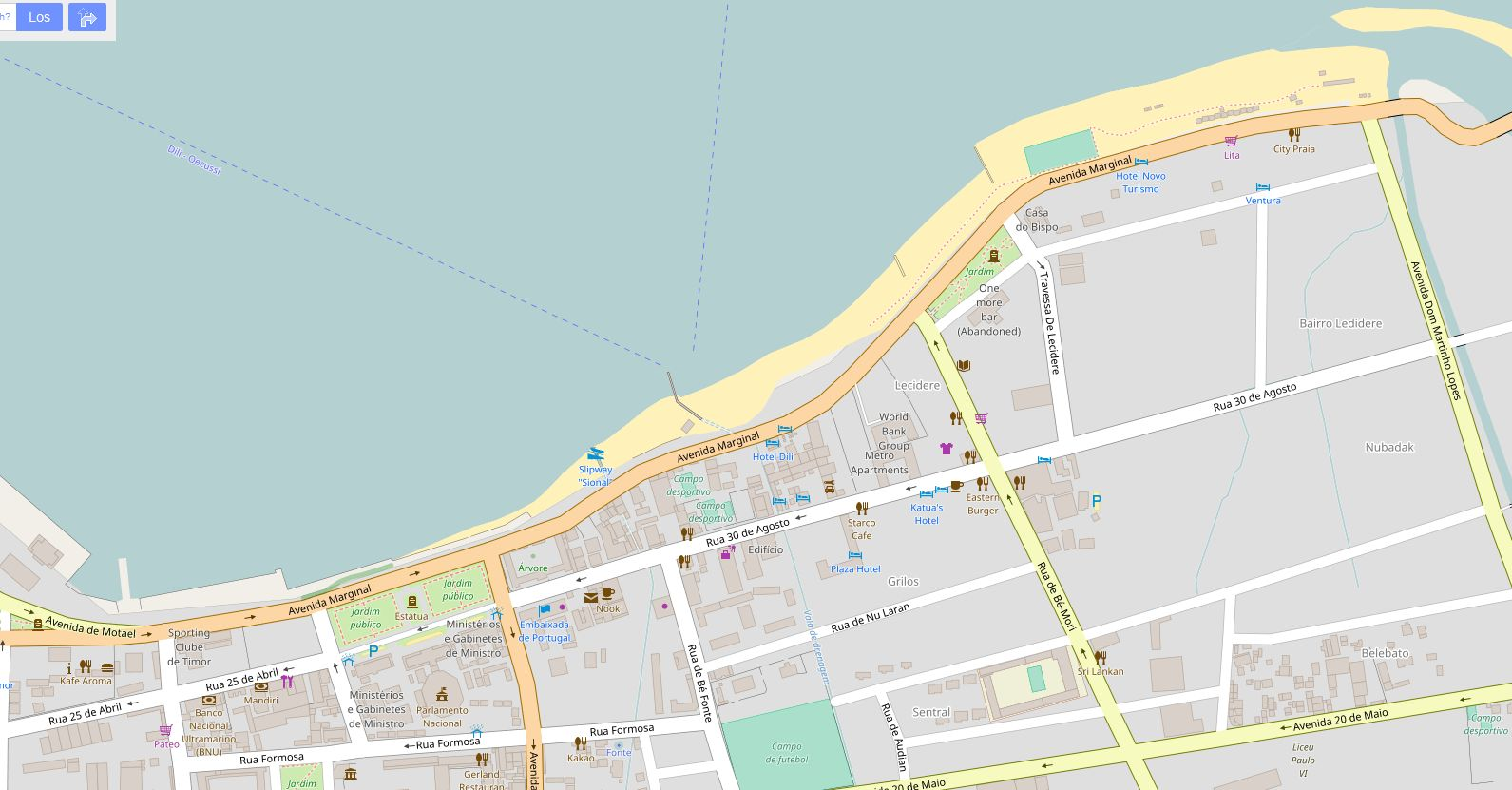
Straßenkarte

Die Avenida Marginal beginnt im Westen des Zentrums Dilis, wo die Avenida Nicolau Lobato und die Avenida de Motael zusammenlaufen. Auf der Nordseite befindet sich noch ein Teil des Hafens, bevor die Uferpromenade mit dem vorgelagerten Strand beginnt, an dem teilweise Fischerboote liegen. Der Landstreifen gehört zum Suco Motael, während die Südseite zum Suco Colmera gehört. Beide Sucos sind Teil des Verwaltungsamts Vera Cruz.
Nach der Rua de Moçambique liegt auf der Südseite zunächst das Gebäude des Sporting Clube de Timor. Dem folgt nach der Rua do Palácio do Governo der Vorplatz des Regierungspalastes Osttimors mit dem Denkmal für Heinrich den Seefahrer, das 1960 zum Gedenken des 500. Todestages Heinrichs aufgestellt wurde.
Westlich der Avenida Xavier do Amaral, im Suco Bidau Lecidere (Verwaltungsamt Nain Feto) liegt das Casa Europa mit der Vertretung der Europäischen Union und weiter östlich das Gebäude der Associação Comercial Chinesa in dem sich heute das Staatssekretariat für Jugend und Sport (portugiesisch Secretaria Estado da Juventude e do Desporto) befindet. Gegenüber davon liegt am Ufer der Jardim Lecide, eine Parkanlage, die ab und zu unterbrochen wird. So gegenüber der Associação Comercial Chinesa vom Hauptquartier der Marinepolizei (portugiesisch Policia Maritima) und nah dem Ende der Avenida Marginal vom Bazar Ai-fuan, dem Obstmarkt. Auf der Südseite folgen das Hotel Dili und der World Bank Complex. Nach der Rua de Bemori liegt auf der südlichen Straßenseite der Praça da Imaculada Conceição mit einer Fontäne und das Denkmal Mutter Gottes. Nach der Travessa de Lecidere befindet sich im Süden die Residenz des Bischofs von Dili und das Hotel Novo Turismo. Die Avenida Marginal endet am Fluss Mota Bidau, über den eine Brücke führt. Nach Süden führt die Avenida Dom Martinho Lopes weiter. Nach der Brücke Ponte B. J. Habibie über den Mota Claran beginnt die Avenida Santana.

## Galerie

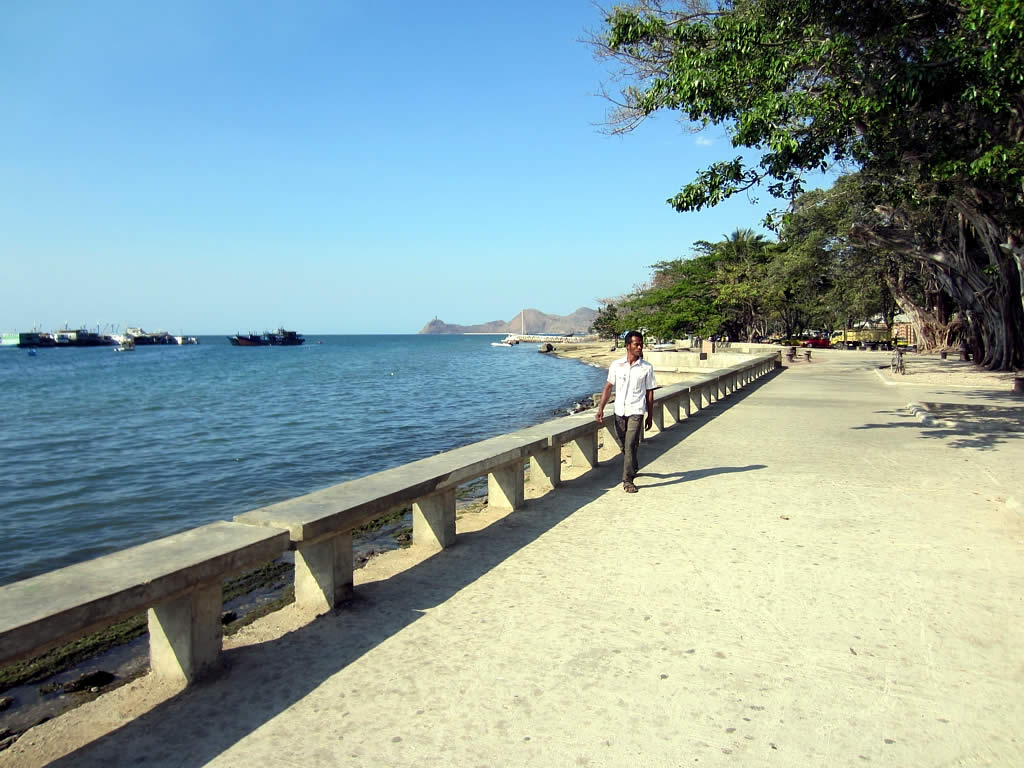
Uferpromenade an der Avenida Marginal
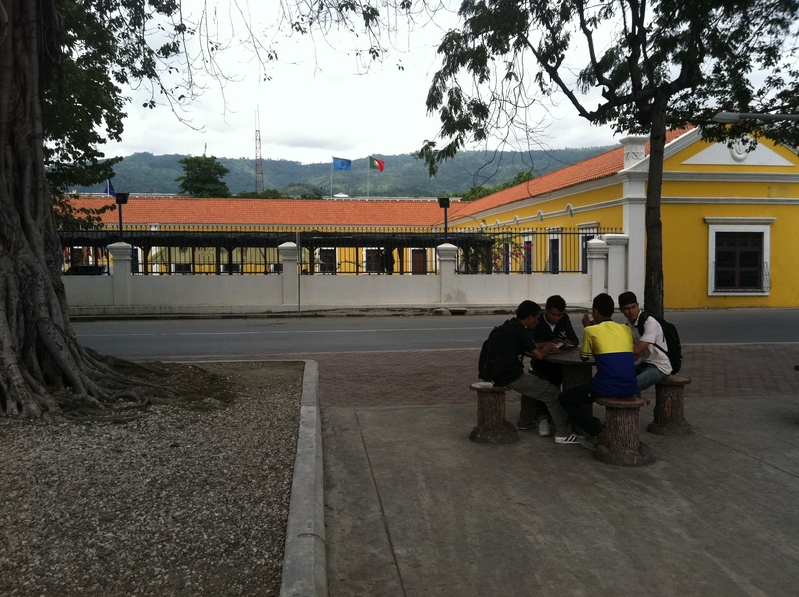
Casa Europa
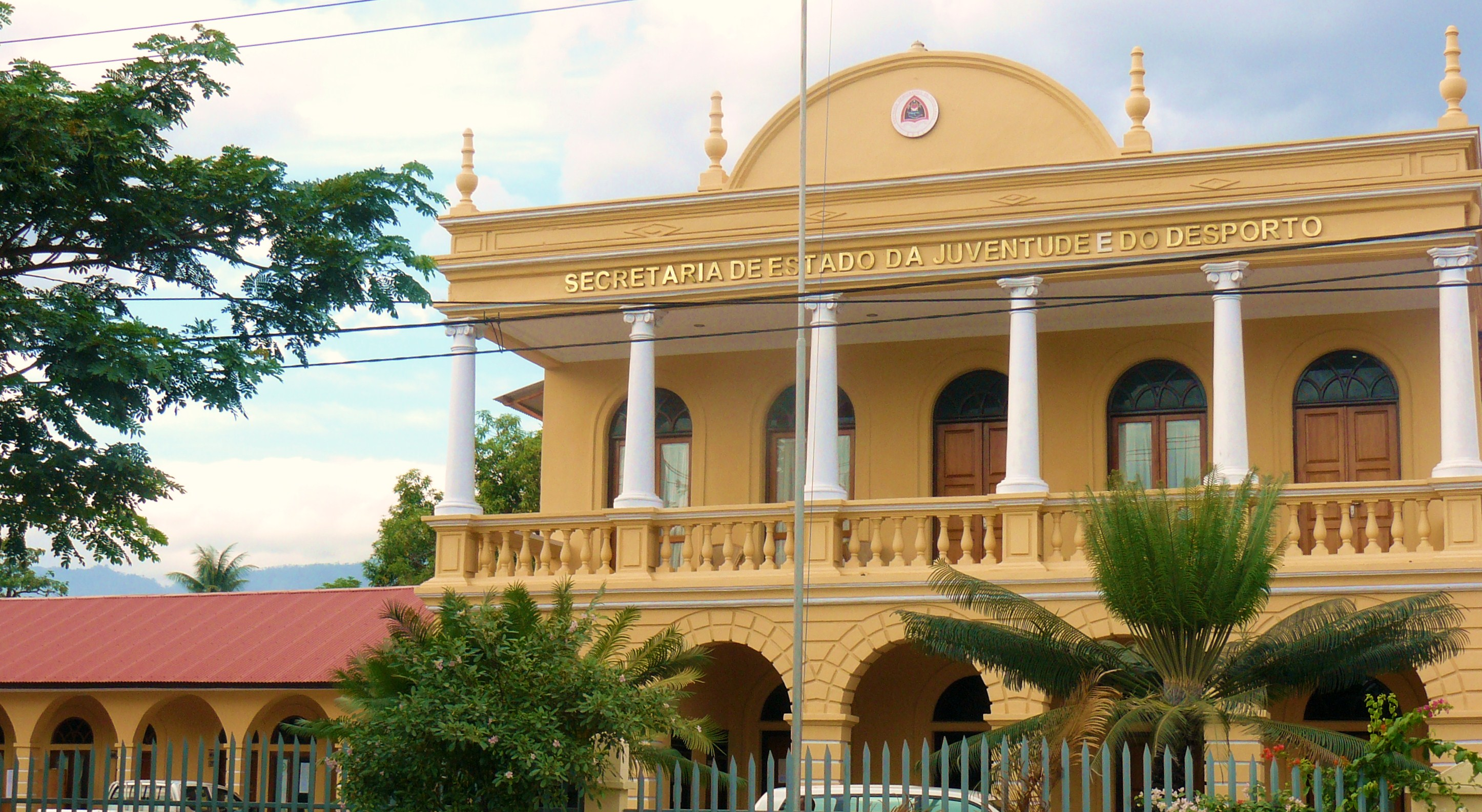
Associação Comercial Chinesa
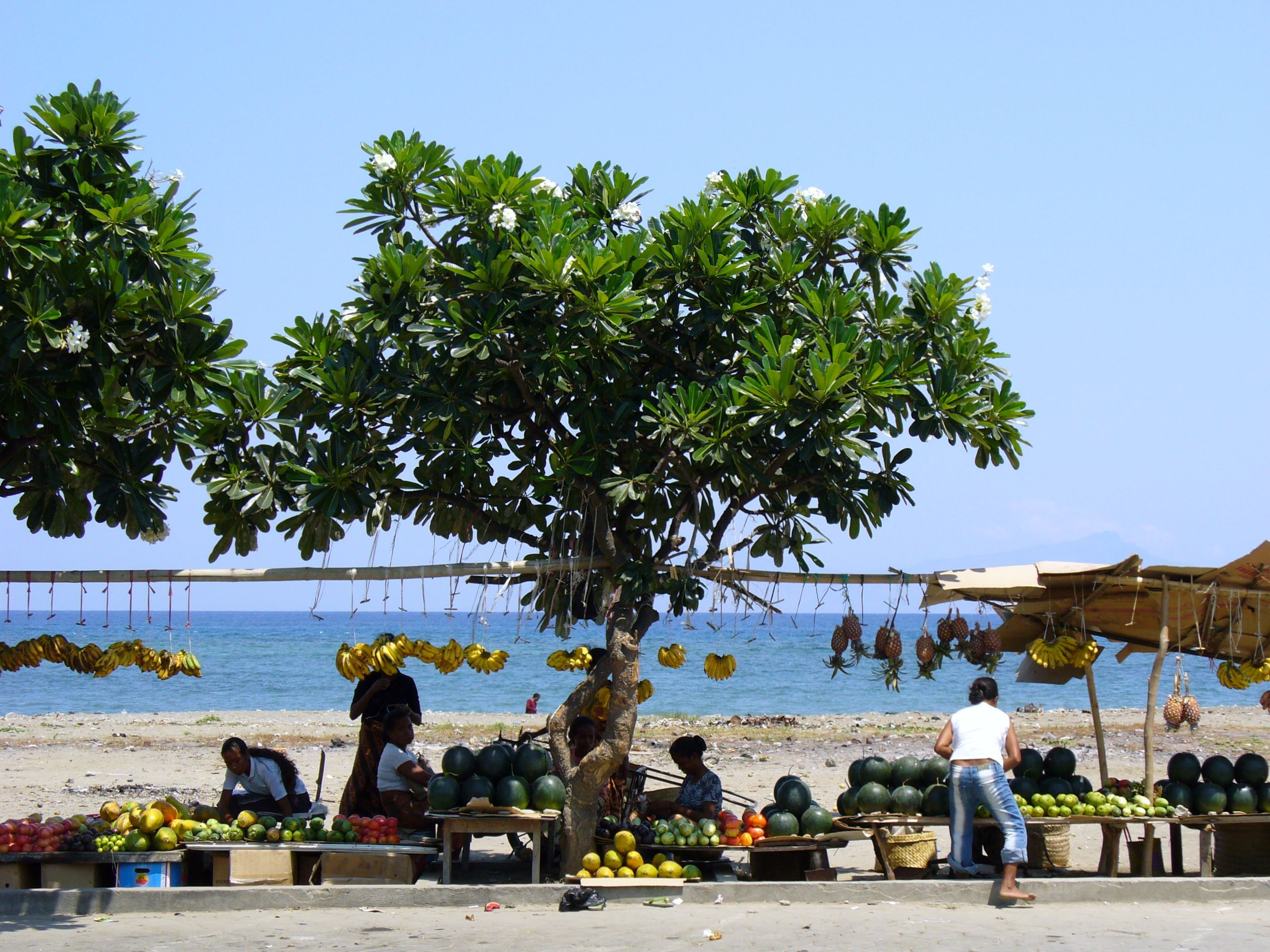
Obstmarkt in Bidau Lecidere
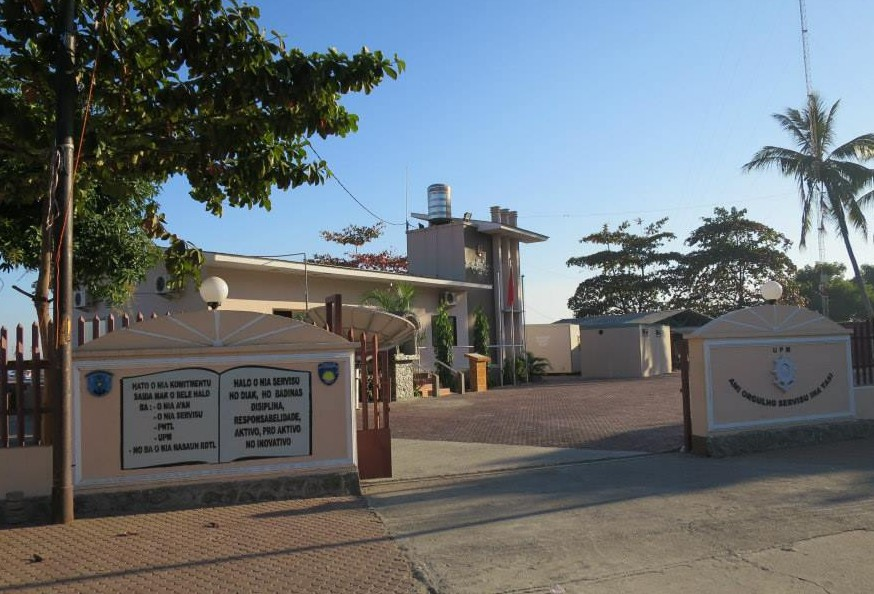
Marinepolizei
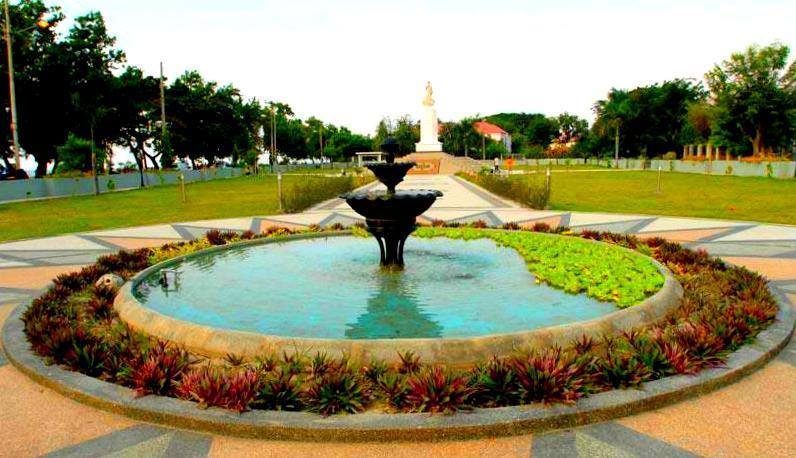
Praça da Imaculada Conceição
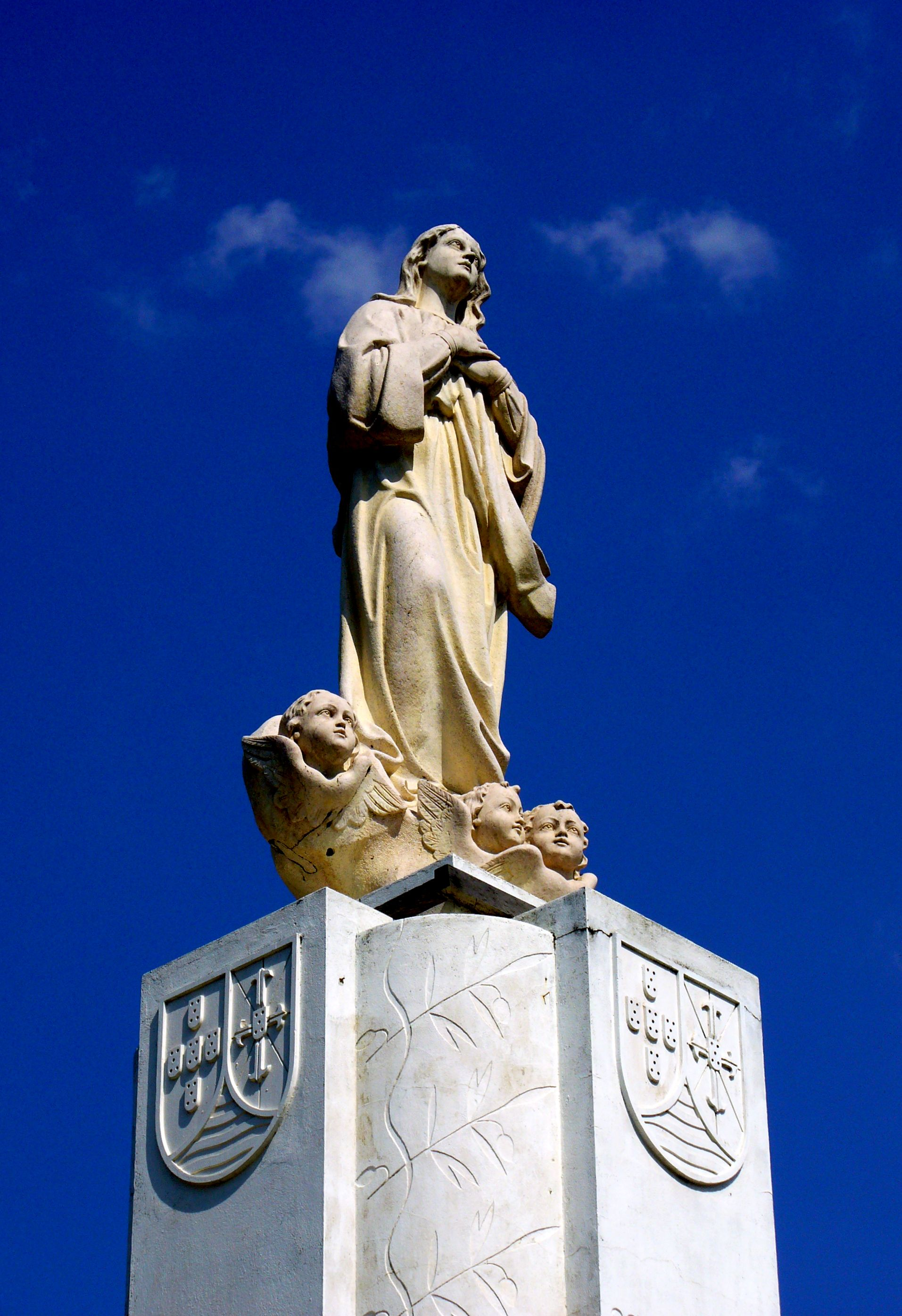
Denkmal Mutter Gottes
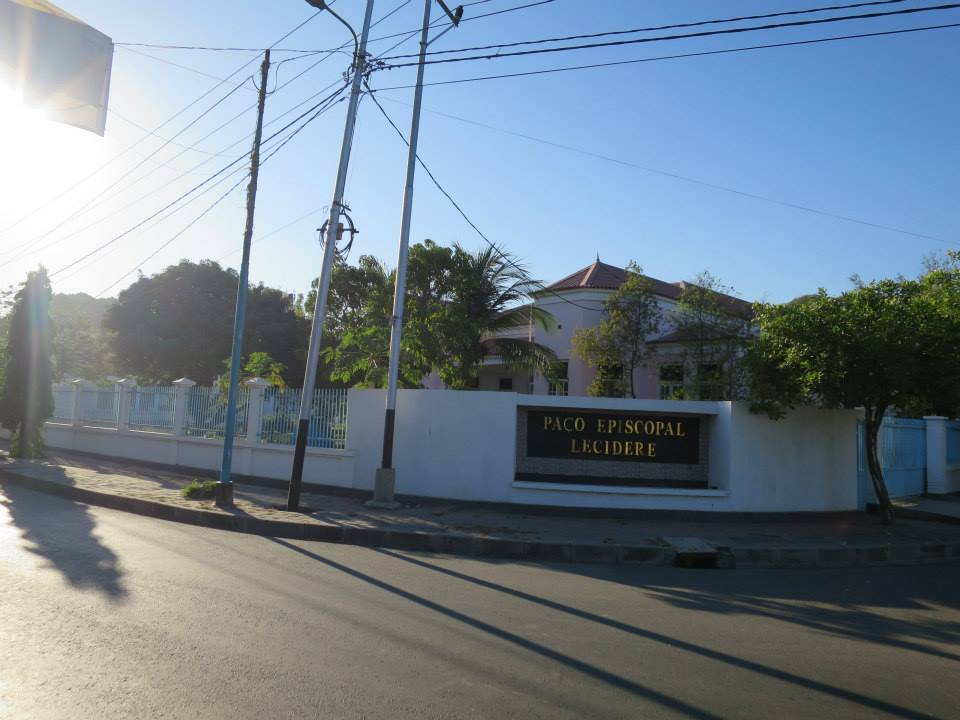
Bischofsresidenz
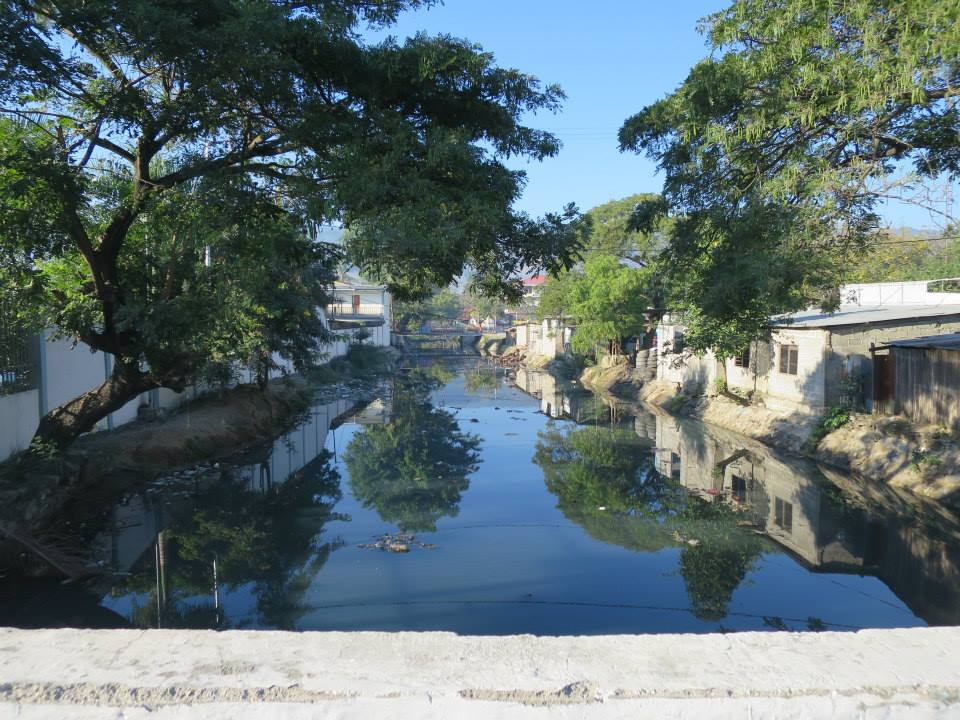
Der Mota Bidau